# Heiko Maas
Pour les articles homonymes, voir Heiko et Maas.
Heiko Maas, né le 19 septembre 1966 à Sarrelouis, est un homme politique allemand, membre du Parti social-démocrate d'Allemagne (SPD).
Il est ministre fédéral de la Justice et de la Protection du consommateur dans le troisième cabinet d'Angela Merkel de 2013 à 2018, puis ministre fédéral des Affaires étrangères dans son quatrième cabinet de 2018 à 2021.

## Biographie

### Jeunesse et formation
Heiko Maas est l'aîné des trois fils d'un soldat de métier et d'une couturière d'une famille catholique de la classe moyenne de Sarrelouis. Il grandit dans un environnement catholique, est enfant de chœur et s'engage pendant plusieurs années auprès de la jeunesse catholique. De son propre aveu, bon nombre des valeurs qu’il y a rencontrées se reflètent dans sa vie politique. En 1987, Maas obtient son baccalauréat au lycée de Völklingen.
Après son service militaire, il travaille pendant un an comme assistant de production dans l'usine Ford de Sarrelouis. En 1989, il commence à étudier le droit à l'université de la Sarre, qu'il achève en 1993 avec un premier examen d'État. Après le stage légal au tribunal de première instance de Sarrebruck, il passe le deuxième examen d'État en 1996. Il est membre du syndicat IG Metall.

### Engagement politique

#### En Sarre
En 1989, alors qu'il poursuit ses études de droit, il devient membre du SPD. En 1992, il est nommé président de la Communauté de travail des jeunes socialistes au sein du SPD de la Sarre (Jusos). Soutenu par le ministre-président Oskar Lafontaine, il est élu en 1994 au Landtag de Sarre. En 1996, le ministre de l'Environnement, Willy Leonhardt, le nomme secrétaire d'État.

##### Chef de l'opposition
Le 9 novembre 1998, il est nommé ministre de l'Environnement, de l'Énergie et des Transports de la Sarre dans le gouvernement du social-démocrate Reinhard Klimmt. La défaite du SPD aux élections régionales de 5 septembre 1999 le conduit à quitter le gouvernement et à prendre la présidence du groupe parlementaire, désormais dans l'opposition. En 2000, il remplace Klimmt à la présidence du SPD régional.
Aux élections régionales du 5 septembre 2004, les sociaux-démocrates, dont il dirige la campagne, reculent de 44,4 % à seulement 30,8 %. À nouveau chef de file pour les élections régionales du 30 août 2009, il atteint un score historiquement bas, avec seulement 24,5 % des suffrages.

##### Ministre de l'Économie d'une grande coalition
En janvier 2012, la rupture de la « coalition jamaïcaine » entre chrétiens-démocrates, libéraux et écologistes, au pouvoir amène à des élections anticipées le 25 mars suivant. À l'issue de ce scrutin, au cours duquel le SPD remporte 30,6 % des voix, Maas négocie la formation d'une grande coalition avec la chrétienne-démocrate Annegret Kramp-Karrenbauer. Le succès des négociations le conduit à devenir, le 9 mai, vice-ministre-président, ministre de l'Économie, du Travail, de l'Énergie et des Transports.

#### Au niveau fédéral
À la suite des élections fédérales du 22 septembre 2013, la CDU/CSU et le SPD entament des négociations en vue de constituer une grande coalition. Ayant abouti, Heiko Maas est choisi par les sociaux-démocrates le 14 décembre suivant comme futur ministre fédéral de la Justice et de la Protection du consommateur. Il prend ses fonctions trois jours plus tard.
Le 14 mars 2018, il quitte cette fonction pour prendre celle de ministre des Affaires étrangères dans le quatrième gouvernement Merkel.

## Polémique autour du procureur général fédéral Harald Range
Début 2015, l'Office fédéral de la protection de la Constitution (BfV) a porté plainte contre X pour suspicion de trahison de secrets de la part des journalistes du blog Netzpolitik.org. La plainte accusait les journalistes d'avoir publié deux articles dans ce média plus tôt cette année, qui citaient un rapport hautement confidentiel d'une commission parlementaire sur une nouvelle unité de surveillance d'Internet, en particulier des médias sociaux. Le président de la BfV, Hans-Georg Maaßen, a considéré cela comme une trahison du secret d'État. Après un premier examen, le procureur général Harald Range a ensuite ouvert une enquête préliminaire en mai 2015 concernant les deux blogueurs spécialisés dans la politique Internet, Markus Beckedahl et André Meister. 
Le public n'en a pas eu connaissance avant la fin juillet 2015, les accusés ayant été informés de l'affaire à leur encontre. Des critiques ont accusé le procureur général de ne pas tenir compte de la liberté de la presse. À la suite de quoi, Heiko Maas a pris ses distances avec Range en exprimant des doutes sur le fait que les documents publiés « constituent un secret d'État dont la publication risque de compromettre gravement la sécurité extérieure de la République fédérale d'Allemagne ». Le 4 août 2015, Range a déploré publiquement une « ingérence insupportable » de la politique dans l'indépendance du pouvoir judiciaire. « Influencer les enquêtes parce que leur résultat possible ne semble pas politiquement opportun » n'était pas acceptable. Selon Range, la liberté de la presse et d'expression n'est pas illimitée, même sur Internet. Veiller à cela est la tâche d'un pouvoir judiciaire libre et non du pouvoir politique. Peu de temps après, le ministre fédéral de la Justice a placé Range en préretraite. Maas a déclaré avoir dit à Range que « la confiance dans son administration était définitivement perturbée ».
Après ce licenciement, plusieurs poursuites pénales ont été engagées contre Maas, de sorte que le parquet de Berlin a examiné le soupçon initial de déni de justice dans l'exercice de ses fonctions. L'Association des juges fédéraux et des avocats fédéraux à la Cour fédérale de justice, déclarait par l'intermédiaire du juge fédéral Harald Reiter et de Christian Tombrink dans son premier communiqué de presse depuis la création de l'association, qu'il existait « des indices d'une entrave illégale à l'enquête du Procureur général ». Ceci donnait l'impression « dans les enquêtes de procédure en cours que l'on était intervenu afin d'obtenir un résultat certain - politiquement souhaité -, par un contrôle spécifique de la preuve ». Le président de l'association allemande des fonctionnaires de police, André Schulz, a estimé que Maas avait « discrédité publiquement le travail du procureur et endommagé la confiance dans une poursuite objective ».
Maas a toujours nié l'affirmation du procureur général Harald Range selon laquelle sa secrétaire d'État, Stefanie Hubig, avait ordonné à Range d'arrêter de rédiger un rapport qui préciserait si Netzpolitik.org a trahi ou non des secrets d'État. Le 2 septembre 2016, deux jours avant les élections législatives en Mecklembourg-Poméranie occidentale, Der Spiegel a cité une note confirmant la version de Range. Le parquet de Berlin a également conclu en mars 2016 que Hubig avait donné une directive à Range. En février 2017, le journal die Zeit confirme lui aussi que des documents du parquet fédéral montrent que Heiko Maas a joué dans l'affaire Netzpolitik.org un rôle différent de celui qu'il a présenté précédemment.